# Pico da Neblina
Pico da Neblina je s nadmořskou výškou 2994 metrů nejvyšší horou Brazílie. Leží na brazilsko-venezuelské hranici a patří k tepui, stolovým horám Guyanské vysočiny. Vrchol hory leží v Národním parku Pico da Neblina obklopujícím horu o rozloze 22 000 km² v brazilském spolkovém státě Amazonas. Pico da Neblina patří k masívu Serra do Imeri. Druhý nejvyšší vrchol Brazílie Pico 31 de Março o nadmořské výšce 2973 metrů se též nachází v národním parku Pico da Neblina (Parque Nacional do Pico da Neblina). Neblina v portugalštině znamená mlha. Prvovýstup uskutečnili v roce 1965 příslušníci brazilské armády. Teprve tehdy bylo stanoveno na základě měření, které provedl José Ambrósio de Miranda Pombo, že Pico da Neblina je nejvyšší horou Brazílie (do té doby za ni byla považována Pico da Bandeira).